# لاكوست
لاكوست (بالفرنسية: Lacoste)‏ (المسماة سابقا  قميص لاكوست (بالفرنسية: La Chemise Lacoste)‏ هي مقاولة فرنسية يوجد مقرها في مدينة تروا، متخصصة في خياطة الملابس الجاهزة (بالفرنسية: Prêt-à-porter)‏ من الصنف الراقي (بالفرنسية: Haut de gamme)‏ الرجالي أو النسائي.
تأسست لاكوست سنة 1933 من طرف أندري جيليي ولاعب كرة المضرب المعتزل، آنذاك، روني لاكوست. ويعتبر أندري جيليي مبدع خياطة البولو بتقنية نسجه الفريدة التي ميزت سمعة العلامة. وتعتبر حاليا لاكوست مجموعة اقتصادية متنوعة الاختصاص حيث تنشط في مجالات تصنيع وتوزيع الملابس والأحذية والملحقات والعطور.

## تاريخ

### مراحل التطور

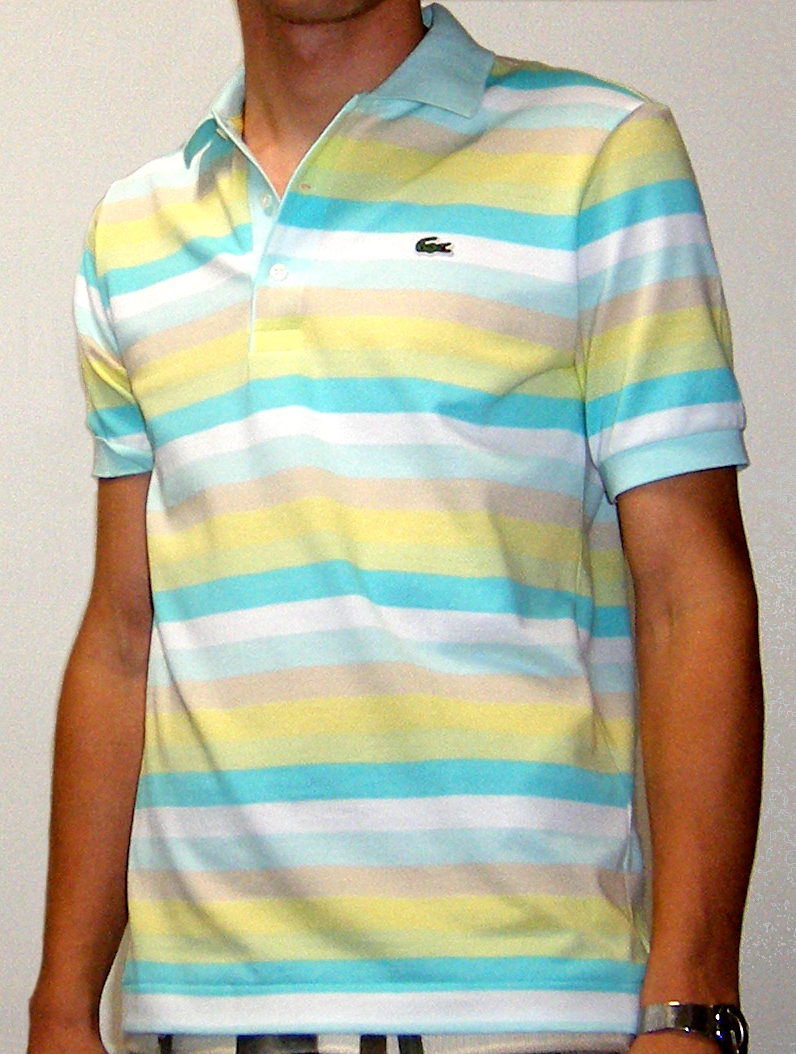
أحد تصاميم البولو لعلامة لاكوست لسنة 2006.

تأسست الشركة من طرف أندري جيليي وروني لاكوست بعد اختراع الثاني لقميص (نموذج 12 12)، والذي اشتهر به روني لاكوست ابان سيطرته على ملاعب كرة المضرب العالمية خلال عشرينات القرن الماضي.

شكلت لاكوست سبقا في تاريخ اللباس الرياضي حيث كانت أول شعار (رمز) يتجلى بوضوح على لباس رياضي.

ورغم أن الأقمصة المصممة آنذاك كانت موجهة لممارسي كرة المضرب إلا أنها سرعان ما لاقت شعبية على مستوى لاعبي الجولف بفضل العلاقة الزوجية التي كانت تربط روني لاكوست ببطلة الجولف سيمون دو لاشوم (بالفرنسية: Simone de la Chaume)‏.
عند توزيع أول دليل تجاري، لقيت منتجات الشركة شعبية لدى المستهلكين، سرعان ما فترت بحلول الكساد الكبير. ولقد أدى اندلاع الحرب العالمية الثانية إلى جمود نشاط الشركة بين سنتي 1940 و1946• مع بداية عقد الخمسينات، طورت الشركة سلسلة أمشاج لونية لأقمصتها القطنية ودشنت نشاطها التصديري نحو أوروبا والولايات المتحدة. خلال الستينات، أغنت الشركة تنوع منتوجاتها بتسويقها «الثوري» لمضرب من الصلب•
في سنة 1968، وبمساهمة العطار جون باتو(بالفرنسية: Jean Patou)‏، أنتجت لاكوست أول عطورها الرجالية.
في سنوات الثمانينات، اقتحمت لاكوست مجال التسويق بتدشينها لسلسلة متاجر على المستوى الدولي، وفي سنة 1985 أنتجت الشركة أول أحذيتها الرياضية.
منذ سنة 2000 تقلد كريستوف لومير مهام الإدارة الفنية لقطب الملابس بالشركة، بعد أن كان مسيرا لعلامته الخاصة. وتميزت أولى بصماته بتبنيه نهجا ابداعيا محافظا وتقليليا في تصميمه لملابس وظيفية مستوحاة من الحياة اليومية ومن تراث علامة لاكوست.

سنة 2001، ابتلع العملاق الأمريكي بروكتر وغامبل شركة جان باطو للعطور، مع الاحتفاظ بحق إنتاج وتسويق منتجات التجميل والعطور التي تحمل علامة لاكوست، ولكن بترخيص من الشركة الفرنسية.
في 13 يوليو 2011، أعلن الفرع الصيني لمنظمة السلام الأخضر لحماية البيئة عن وجود أثار لمادة سامة (ايثوكسيلات النونيلفينول وهو مقوض هرموني) في عينات ملابس لاكوست  (و كذلك في ملابس علامات أخرى كأديداس ورالف لاورن وبوما ونايكي).

### أصل العلامة/الرمز
تعرف لاكوست برمز التمساح، الذي صمم لأول مرة من طرف روبير جورج لفائدة روني لاكوست الذي اتخذه كأيقونة تزين ملابسه الرياضية والاعتيادية. وحسب روني لاكوست، فقد ولدت فكرة رمز التمساح أثناء أطوار كأس ديفيز لسنة 1927، حيث نذر عميد الفريق الفرنسي آنذاك أن يهدي لاعبه، روني، حقيبة فاخرة مصنوعة من جلد التمساح في حال ظفره باحدى المباريات المهمة.

## المقاولة
تنتمي لاكوست إلى لجنة كولبير التي تعتبر تجمعا مهنيا للمقاولات الفرنسية المشتغلة في اقتصاد الفخامة والمنتجات الراقية (و إحدى أهم مجموعات الضغط السياسي في فرنسا). تتوزع أسهم شركة لاكوست كما يلي
- %65 في ملكية ورثة روني لاكوست.
- %35 في ملكية شركة ديفانلي، مالكة الرخصة العالمية لتسويق ملابس لاكوست.

في سنة 1998، استحوذت الشركة السويسرية موس فرير هولدين(بالفرنسية: Maus Frères Holding)‏ على 90% من أسهم ديفانلي، فيماسيطرت لاكوست على ال 10% المتبقية، في مساهمة تبادلية مركبة بين الشركتين (لاكوست وديفانلي).
في فاتح شتنبر 2005، استقال برنار لاكوست من رئاسة الشركة لأسباب صحية (توفي في مارس 2006) تاركا منصبه لأخيه ميشيل لاكوست كرئيس مدير عام لشركة لاكوست.
في 21 يونيو 2006، انضم فرانك ريبو (الرئيس المدير العام لدانون) لمجلس إدارة لاكوست.

### معطيات رقمية
أرقام الشركة لسنة 2007
- 59 مليون قطعة مبيعة من مختلف المنتجات.
- 1,557 مليار أورو كرقم معاملات في 112 بلدا عبر شبكات التوزيع المختلفة.
- توزعت شبكات التوزيع إلى 1010 متجر متخصص لاكوست وأكثر من 2000 نقطة بيع.

أرقام الشركة لسنة 2011
- أكبر أسواق لاكوست هي الولايات المتحدة ب 15% من رقم المعاملات، متبوعة بفرنسا ب 9% ثم الصين وإيطاليا ب 6% لكل منهما.
- 1,6 مليار أورو كرقم معاملات.

### النموذج الاقتصادي
تتميز لاكوست بتركيزها في سياستها التسويقية على مستهلكين محتملين ضمن زمرة الرجال المنتمين للطبقة الاجتماعية المتوسطة العليا (و الذين يشكلون 80% من زبنائها).
يعتمد النموذج الاقتصادي للاكوست على مبدأ روني لاكوست المتمثل في تجميع الخبرات، حيث تقوم شركة لاكوست، مالكة العلامة، بمنح تراخيص التسويق للمقاولات المناولة مع دعمها بالخبرة التجارية والتسويقية وخصوصا التنسيقية بين مختلف أنواع المنتوجات. وفيما يلي توزيع رقم معاملات لاكوست سنة 2011 حسب المناولين ونوعية الترخيص
- ديفانلي "Devanlay" في الملابس (60%) والمنتجات الجلدية (3%)
- بنتلاند "Pentland" في الأحذية (17%)
- بروكتر وغامبل في العطور (14%)
- مارشون "Marchon" في النظارات (2%)
- موفادو "Movado" في ساعات اليد (2%)
- زوتشي "ًZucchi" وأوشينو "ًUchino" في كل ما يخص الأنسجة المنزلية(بالفرنسية: linge de maison)‏ بنسبة (1%)
- جي أل بيجو "GL Bijoux" في ما يخص المجوهرات (1%)

## التواصل
يخص دارسو علم التسويق شركة لاكوست باهتمام كبير باعتبارها من المقاولات التي غيرت صيرورتها بفضل سياسة تواصلية ناجعة تتبنى التموقع الارادي (بفضل العلامة) وليس التموقع المفروض (من طرف المستهلكين). ففي سنوات ال تسعينات كادت الشركة أن تفقد مكانتها بسبب توجه تسويقي غير ناجع نحو زبناء غير معهودين (الطبقات المتوسطة) مما دفع لكوست إلى إعادة النظر في سياستها التواصلية لاعادة استهداف زبناءها الأصليين والوفاء للقيم الأصلية للشركة.
في سنة 2011 عانت الشركة من تقويض محدود لصورة علامتها لدى المستهلكين بسبب ارتداء أندرس بهرنغ بريفيك المشتبه الرئيسي في هجومي النرويج الارهابيين لسنة 2011 لبولو من نوع لاكوست في بعض الصور التي تناقلتها وسائل الاعلام.

في آسيا تركز لاكوست على مواجهة التزييف الذي تعاني منه منتجاتها.

## المنافسة
أبرز العلامات المنافسة للاكوست:
- طومي هايلفيجر (Tommy Hilfiger)
- رالف لاورن (Ralph Lauren)
- فريد بيري (Fred Perry)
- ايدين بارك (Eden Park)